# Хлебцев, Василий Андреевич
Хлебцев (Хлебцов), Василий Андреевич (12 апреля 1894 года — 25 мая 1942 года) — советский военный деятель, генерал-майор.
Участник первой мировой, гражданской и Великой Отечественной войн.

## Юность
Василий Андреевич Хлебцев (Хлебцов) родился 12 апреля 1894 г. в крестьянской семье в селе Куракино Богородицкого уезда Тульской губернии (ныне Киреевского района Тульской области).
Трудиться начал с 9 лет пастухом. С 12-летнего возраста начал работать в Туле учеником оружейного мастера, а с 18 лет — машинистом электростанции г. Тулы.

## Первая мировая война
С 1914 г. его жизнь связана с армией. Участник боев 1-й мировой войны, кавалерийский унтер-офицер Василий Хлебцев в феврале 1917 г. встал на сторону революции. После смещения революционными солдатами офицерского командного состава он был избран командиром батареи 6-го артиллерийского дивизиона, который находился на станции Бровары под Киевом.

## Гражданская война
В октябре 1917 г. в Петрограде вступил в Красную Гвардию.
В июне 1918 г. Василий Андреевич вступил в Красную Армию в Тульский артиллерийский дивизион. В этом же году вступил в РКП(б). Учился на Московских кавалерийских курсах красных командиров. Сражался с интервентами и белогвардейцами на Южном, Юго-Западном и Западном фронтах. Был неоднократно ранен.
В 1920 г. за отличие в боях командир эскадрона 1-го корпуса Червонного казачества В. А. Хлебцев был представлен к высшей боевой награде РСФСР — ордену Красного Знамени. Орден за № 5204 был вручен в 1924 г.

## Межвоенный период
Служил в войсках, окончил Высшую кавалерийскую школу (1923), Курсы партийно-политической подготовки единоначальников при Военно-политической академии РККА (1934) и Восточный факультет Военной академии им. М. В. Фрунзе (1936).
Командовал кавалерийской дивизией в советско-финляндской войне 1939—1940 гг. Был награждён орденом Красной Звезды.
В июне 1940 г. полковник Хлебцев был назначен командиром вновь формируемой 110-й стрелковой дивизии. Формирование части проходило в августе 1940 г. на разъезде Тесницкое в лагере им. Тульского пролетариата. Дивизия вошла в состав 61-го стрелкового корпуса. Местом её дислокации был определён г. Тула. Отсюда после нападения Германии на СССР она выступила на фронт Великой Отечественной войны.

## Великая Отечественная война
В июле 1941 г. 110-я и 172-я стрелковые дивизии, а также другие части и подразделения 61-го стрелкового корпуса оказали упорное сопротивление немецко-фашистским войскам в районе г. Могилёва, где на 23 дня остановили превосходящие силы противника.
Подвиг воинов-туляков 61-го стрелкового корпуса в боях у г. Могилева был позже описан писателем К. М. Симоновым в первой части его романа «Живые и мёртвые», а образ одного из героев романа генерала Серпилина писатель создал, соединив внешность, черты характера и судьбы двух туляков: командира 388-го стрелкового полка 172-й стрелковой дивизии С. Ф. Кутепова и командира 110-й стрелковой дивизии В. А. Хлебцева.
Когда вермахту удалось, наконец, захватить г. Могилев, В. А. Хлебцев сумел вывести по тылам врага с тяжелыми боями часть личного состава 110-й, 172-й и 53-й стрелковых дивизий на соединение с войсками Красной Армии, которое произошло 16 декабря 1941 г. в районе Тулы. Отряд В. А. Хлебцева в количестве 161 чел. вышел из окружения хорошо экипирован и вооружен с боевым знаменем 110-й стрелковой дивизии, чем обеспечил право на восстановление этой тульской воинской части. Дивизия, уже в новом составе, мужественно сражалась с врагом до конца Великой Отечественной войны. А сам В. А. Хлебцев был тогда награждён орденом Красного Знамени. В письме жене с фронта он с гордостью писал, что орден ему вручал 16 января 1942 г. в Кремле лично М. И. Калинин.
Генерал армии. С. П. Иванов:

Командир 110-й дивизии В. А. Хлебцев также проявил себя зрелым, волевым и мужественным военачальником.

После выхода из окружения В. А. Хлебцев командовал дивизией, затем был заместителем командира 2-го кавалерийского корпуса. 7 мая 1942 г. ему было присвоено звание генерал-майора.
Погиб в бою 25 мая 1942 г. на Изюм-Барвенковском направлении.

## Память
В Объединении «Тульский областной историко-архитектурный и литературный музей» хранятся реликвии, связанные с В. А. Хлебцевым: кавказская шашка времен гражданской войны, почтовые открытки семье с фронта, документы, фотографии. Всё это было передано в музей дочерью В. А. Хлебцева Натальей Васильевной Соколовой.